# Список депутатов Палаты депутатов Италии XVII созыва

Список депутатов Палаты депутатов Италии XVII созыва основан на итогах парламентских выборов в Италии 2013 года и включает в себя действующих депутатов, распределённых по парламентским фракциями.

## Распределение по партиям

Схема Палаты депутатов XVII созыва

| Фракции | Мандаты по итогам выборов | Текущее количество мандатов |
| --- | ------------------------- | --------------------------- |
| Демократическая партия                                                                                     | 297                       | 283                         |
| Статья 1 — Демократическое и прогрессивное движение                                                        | 0                         | 43                          |
| Движение пяти звёзд                                                                                        | 109                       | 88                          |
| Вперёд, Италия — Народ свободы — Председатель Берлускони                                                   | 97                        | 58                          |
| Народная альтернатива — Центристы за Европу                                                                | 0                         | 22                          |
| Гражданские и инноваторы                                                                                   | 0                         | 15                          |
| Итальянские левые — Возможно                                                                               | 37                        | 17                          |
| Гражданский выбор — Либерально-народный альянс — Автономии — Ассоциативное движение итальянцев за границей | 47                        | 15                          |
| Лига Севера                                                                                                | 20                        | 21                          |
| Единая демократическая партия — Демократический центр                                                      | 0                         | 12                          |
| Братья Италии – Национальный альянс                                                                        | 9                         | 12                          |
| Смешанная фракция                                                                                          | 18                        | 48                          |
| • Свободная альтернатива                                                                                   | 0                         | 5                           |
| • Языковые меньшинства                                                                                     | 5                         | 6                           |
| • Направление Италия                                                                                       | 0                         | 10                          |
| • Действуй!                                                                                                | 0                         | 3                           |
| • Идентичность и действия — Союз Центра                                                                    | 0                         | 6                           |
| • Итальянская социалистическая партия — Итальянская либеральная партия                                     | 4                         | 3                           |
| • Независимые                                                                                              | 1                         | 13                          |
| Итого | 630                       | 630                         |

## Президиум

### Спикер
- Лаура Больдрини (SEL)

### Вице-спикеры
- Марина Серени (PD) (заместитель)
- Роберто Джакетти (PD)
- Луиджи Ди Майо (M5S)
- Симоне Балделли (FI)

#### Квесторы
- Стефано Дамбруозо (SC)
- Паоло Фонтанелли (PD)
- Грегорио Фонтана (FI)

#### Секретари
- Анна Россомандо (PD)
- Анна Маргерита Миотто (PD)
- Катерина Пес (PD)
- Валерия Валенте (PD)
- Фердинандо Адорнато (AP)
- Раффаэлло Виньяли (AP)
- Риккардо Фраккаро (M5S)
- Клаудия Маннино (M5S)
- Манфред Шуллиан (Misto-Min.Ling.)
- Давиде Капарини (LN)
- Аннализа Паннарале (SI)
- Джанни Мелилла (MDP)
- Эдмондо Чириелли (FdI-AN)

### Лидеры парламентских фракций
- Демократическая партия: Роберто Сперанца (до 15 апреля 2015), Этторе Розато
- Движение пяти звёзд: Роберта Ломбарди (до 30 мая 2013), Риккардо Нути (до 18 сентября 2013), Алессио Виллароза (до 18 декабря 2013), Федерико Д'Инка (до 1 апреля 2014), Джузеппе Брешиа (до июня 2014), Паола Каринелли (до 4 сентября 2014), Андреа Чеккони (до 9 февраля 2015), Фабиана Дадоне (до 11 мая 2015), Франческа Бузинароло (до 5 августа 2015), Джорджо Сориал
- Вперёд, Италия: Ренато Брунетта
- Статья 1 — Демократическое и прогрессивное движение: Франческо Лафорджа
- Новый правый центр: Энрико Коста (до 1 марта 2014), Нунция Де Джироламо (до апреля 2015), Маурицио Лупи
- Гражданский выбор: Лоренцо Деллай (до 9 декабря 2013), Андреа Романо (до 4 июня 2014)
- За Италию: Лоренцо Деллай
- Левые Экология Свобода: Дженнаро Мильоре (до 17 июня 2014), Никола Фратоянни (до 10 июля 2014), Артуро Скотто (до 17 июня 2014)
- Лига Севера и Автономия: Джанкарло Джорджетти
- Братья Италии – Национальный альянс: Джорджия Мелони (до 23 июня 2014), Фабио Рампелли
- Смешанная группа: Пино Писиккьо

### Председатели парламентских комиссий
- I комиссия (по вопросам Конституции, Председателя Совета и внутренним делам): Франческо Паоло Систо (FI)
- II комиссия (по юстиции): Донателла Ферранти (PD)
- III комиссия (по иностранным делам и по делам общин): Фабрицио Чиккитто (NCD)
- IV комиссия (по обороне): Элио Вито (FI)
- V комиссия (по бюджету, финансам и планированию): Франческо Боччья (PD)
- VI комиссия (по финансированию): Даниэле Капеццоне (FI)
- VII комиссия (по культуре, науке и образованию): Джанкарло Галан (до 21 июля 2015), Флавия Пикколи Нарделли (оба — FI)
- VIII комиссия (по окружающей среде, земле и общественным работам): Эрмете Реалаччи (PD)
- IX комиссия (по транспорту, почте и телекоммуникациям): Микеле Мета (PD)
- X комиссия (по производственной деятельности, торговле и туризму): Гульельмо Эпифани (MDP)
- XI комиссия (по государственному и частному труду): Чезаре Дамиано (PD)
- XII комиссия (по социальным вопросам): Пьерпаоло Варджу (SC)
- XIII комиссия (по сельскому хозяйству): Лука Сани (PD)
- XIV комиссия (по Европейскому союзу): Микеле Бордо (PD)

## Депутаты по фракциям

### Братья Италии – Национальный альянс

#### Председатель
- Фабио Рампелли

#### Казначей
- Паскуале Майетта

#### Члены
- Эдмондо Чириелли
- Даниэла Гарнеро Сантанке
- Иньяцио Ла Русса
- Джорджия Мелони
- Бруно Мурджия
- Гаэтано Настри
- Джованна Петренга
- Вальтер Риццетто
- Марчелло Тальялатела
- Акилле Тотаро

### Народная альтернатива—Центристы за Европу

#### Председатель
- Маурицио Лупи (AP)

#### Заместители
- Дорина Бьянки (AP)
- Серджио Пиццоланте (AP)

#### Члены исполкома
- Антонино Боско (AP)
- Паоло Танкреди (AP)

#### Члены
- Фердинандо Адорнато (CpE)
- Анджелино Альфано (AP)
- Джоаккино Альфано (AP)
- Паоло Алли (AP)
- Раффаэле Калабро (AP)
- Луиджи Казеро (AP)
- Джузеппе Кастильоне (AP)
- Фабрицио Чиккитто (AP)
- Джанпьеро Д'Алия (CpE)
- Винченцо Гарофало (AP)
- Джорджо Лаинати (AP)
- Беатриче Лоренцин (AP)
- Антонио Маротта (AP)
- Доре Мизурака (AP)
- Джованни Моттола (AP)
- Филиппо Пиччоне (AP)
- Розанна Скопеллити (AP)
- Раффаэло Виньяли (AP)

### Вперёд, Италия—Народ свободы — Председатель Берлускони

#### Председатель
- Ренато Брунетта

#### Вице-председатели
- Мариастелла Джельмини (заместитель)

#### Казначей
- Пьетро Лаффранко

#### Члены
- Антонио Анджелуччи
- Бруно Арки
- Симоне Балделли
- Дебора Бергамини
- Микаэла Бьянкофьоре
- Сандро Бьязотти
- Микела Виттория Брамбилла
- Аннаграция Калабрия
- Роберто Каон
- Мария Розария Карфанья
- Базилио Катанозо (Франческо Катанозо Дженоэзе)
- Андреа Каузин
- Елена Чентемеро
- Луиджи Чезаро
- Рокко Крими
- Нунция Де Джироламо
- Фабрицио Ди Стефано
- Грегорио Фонтана
- Джанкарло Галан
- Риккардо Галло
- Франкантонио Дженовезе
- Сестино Джакомони
- Габриэлла Джамманко
- Альберто Джорджетти
- Мария Тиндара Гулло
- Амедео Лабочетта
- Винченца Лабриола
- Пьеро Лонго
- Марко Мартинелли
- Антонио Мартино
- Лорена Миланато
- Антонино Минардо
- Фуксия Ниссоли
- Рокко Палезе
- Антонио Палмьери
- Элио Массимо Палмицио
- Катя Полидори
- Рената Польверини
- Стефания Престиджакомо
- Лаура Раветто
- Джузеппе Ромеле
- Джанфранко Ротонди
- Паоло Руссо
- Джанфранко Саммарко
- Йоле Сантелли
- Карло Сарро
- Эльвира Савино
- Сандра Савино
- Франческо Паоло Систо
- Лука Сквери
- Валентино Валентини
- Паоло Велла
- Элио Вито

### Лига Севера

#### Председатель
- Массимилиано Федрига

#### Вице-председатели
- Никола Мольтени
- Джанлука Пини

#### Казначей
- Роберто Симонетти

#### Члены
- Стефано Аллазия
- Трифоне Алтьери
- Анджело Аттагиле
- Стефано Боргези
- Умберто Босси
- Филиппо Бузин
- Давиде Капирини
- Джузеппина Кастьелло
- Джанкарло Джорджетти
- Паоло Гримольди
- Гвидо Гвидези
- Кристиан Инверницци
- Кармело Ло Монте
- Алессандро Пагано
- Гильельмо Пикки
- Марко Рондини
- Барбара Сальтамартини

### Движение пяти звёзд

#### Председатель
- Андреа Коллетти

#### Вице-председатель и вице-спикер
- Джузеппе Брешиа

#### Вице-председатели
- Паола Каринелли
- Джузеппе Д'Амброзио
- Далила Неши

#### Секретарь
- Адзурра Пия Мария Канчеллери

#### Казначей
- Арианна Спессотто

#### Члены
- Донателла Агостинелли
- Дино Альберти
- Массимо Энрико Барони
- Татьяна Базилио
- Серджио Баттелли
- Сильвия Бенедетти
- Массимилиано Бернини
- Паоло Бернини
- Никола Бьянки
- Альфонсо Бонафеде
- Джузеппе Брешиа
- Марко Бруньеротто
- Франческа Бузинароло
- Мирко Бусто
- Франческо Карьелло
- Винченцо Казо
- Лаура Кастелли
- Андреа Чеккони
- Сильвия Кимьенти
- Тициана Чиприни
- Вега Колоннезе
- Клаудио Коминарди
- Эмануэла Корда
- Эмануэле Коццолино
- Давиде Криппа
- Федерико Д'Инка
- Фабиана Дадоне
- Федерика Дага
- Маттео Далл'Оссо
- Марко Да Вилла
- Даниэле Дель Гроссо
- Иван Делла Валле
- Микеле Делл'Орко
- Диего Де Лоренцис
- Массимо Де Роза
- Алессандро Ди Баттиста
- Кьяра Ди Бенедетто
- Федерика Диени
- Луиджи Ди Майо
- Манлио Ди Стефано
- Франческо Д'Ува
- Маттия Фантинати
- Витторио Феррарези
- Роберто Фико
- Риккардо Фраккаро
- Лука Фрузоне
- Кьяра Ганьярли
- Филиппо Галлинелла
- Луиджи Галло
- Сильвия Джордано
- Марта Гранде
- Джулия Грилло
- Джузеппе Л'Аббате
- Мирелла Льюцци
- Роберта Ломбарди
- Мариялучия Лорефиче
- Лоредана Лупо
- Маттео Мантеро
- Мария Марцана
- Сальваторе Мичилло
- Паоло Парентела
- Даниэле Песко
- Козимо Петрароли
- Джироламо Пизано
- Джанлука Риццо
- Паоло Николо Романо
- Карла Руокко
- Джулия Сарти
- Эмануэле Скальюзи
- Карло Сибилия
- Джирджис Джорджио Сориаль
- Мария Эдера Спадони
- Патриция Терцони
- Анджело Тофало
- Данило Тонинелли
- Давиде Трипьеди
- Джанлука Вакка
- Симоне Валенте
- Андреа Валласкас
- Стефано Виньяроли
- Альберто Дзолецци

### Статья 1 — Демократическое и прогрессивное движение

#### Председатель
- Франческо Лафорджа

#### Вице-председатель
- Франческо Феррара

#### Казначей
- Данило Лева

#### Члены
- Роберта Агостини
- Теа Альбини
- Пьер Луиджи Берсани
- Франко Бордо
- Луиза Босса
- Анджело Каподиказа
- Элеонора Чимбро
- Альфредо Д'Атторре
- Донателла Дуранти
- Этторе Гульельмо Эпифани
- Клаудио Фава
- Винченцо Фолино
- Паоло Фонтанелли
- Аньелло Формизано
- Филиппо Фоссати
- Карло Галли
- Флориан Кронбихлер (VdS)
- Луиджи Лаквантити
- Тони Матаррелли
- Дженерозо Мелилла
- Микеле Моньято
- Делия Мурер
- Мариза Никки
- Джорджо Пикколо
- Микеле Пирас
- Стефано Кваранта
- Микеле Рагоста
- Лара Риччьятти
- Микела Ростан
- Аркангело Санникандро
- Артуро Скотто
- Элиза Симони
- Роберто Сперанца
- Никола Стумпо
- Адриано Дзаччаньини
- Джузеппе Дзаппулла
- Филиберто Дзаратти
- Давиде Дзоджа

### Демократическая партия

#### Председатель
- Этторе Розато

#### Вице-председатель и заместитель
- Паола Де Микели

#### Вице-председатели
- Антонелло Джакомелли
- Джеро Грасси
- Андреа Мартелла
- Сильвия Вело

#### Секретари
- Тереза Белланова
- Андреа Де Мария
- Сильвия Фреголент
- Лаура Гаравини
- Барбара Полластрини
- Этторе Розато (до 16 июня 2015)

#### Казначей
- Маттео Маури

#### Члены
- Лучано Агостини
- Фердинандо Аелло
- Луизелла Альбанелла
- Мария Амато
- Винченцо Амендола
- Сеза Амичи
- София Аммодио
- Мария Антецца
- Микеле Андзальди
- Илеана Аргентин
- Тициано Арлотти
- Анна Аскани
- Себастьяно Барбанти
- Пьер Паоло Баретта
- Кристина Барджеро
- Давиде Баруффи
- Лоренцо Бассо
- Деметрио Батталья
- Альфредо Бадзоли
- Джанлука Бенамати
- Поло Бени
- Марина Берлиньери
- Маурицио Бернардо
- Джузеппе Берретта
- Мариястелла Бьянки
- Маттео Биффони
- Рози Бинди
- Катерина Бини
- Франка Бьонделли
- Тамара Бладзина
- Луиджи Бобба
- Серджио Боччадутри
- Джанпьеро Боччи
- Франческо Боччиа
- Антонио Боччуцци
- Паоло Болоньези
- Лоренца Боначчорси
- Фульвио Бонавитакола
- Франческо Бонифадзи
- Франческа Бономо
- Микеле Бордо
- Энрико Борги
- Илария Карла Анна Борлетти делл'Аква Буитони
- Мария Елена Боски
- Кьяра Брага
- Паола Брагантини
- Джорджо Брандолин
- Алессандро Братти
- Массимо Брэй
- Джанклаудио Бресса
- Винченца Бруно Боссьо
- Джованни Буртоне
- Ванесса Камани
- Микаэла Кампана
- Эмануэле Кани
- Сальваторе Капоне
- Сабрина Капоццоло
- Эрнесто Карбоне
- Даниэла Кардинале
- Ренцо Карелла
- Анна Мария Карлони
- Елена Карневали
- Мара Кароччи
- Марко Карра
- Пьерджорджо Каррешия
- Мария Кьяра Карроцца
- Эцио Казати
- Флориана Казеллато
- Франко Кассано
- Антонио Кастриконе
- Марко Каузи
- Сюзанна Ченни
- Бруно Чензоре
- Халид Кауки
- Элеонора Чимбро
- Лаура Коччиа
- Маттео Коланинно
- Мириам Коминелли
- Паоло Коппола
- Мария Кошиа
- Паоло Кова
- Стефания Ковелло
- Филиппо Крими
- Диего Кривеллари
- Магда Кулотта
- Джованни Куперло
- Томмазо Курро
- Луиджи Даллай
- Джан Пьетро Даль Моро
- Чезаре Дамиано
- Винченцо Д'Ариенцо
- Антонио Декаро
- Умберто Дель Бассо Де Каро
- Карло Делль Аринга
- Лелло Ди Джойя
- Марко Ди Лелло
- Роджер Де Менек
- Марко Ди Майо
- Титти Ди Сальво
- Виттория Д'Инчекко
- Марко Донати
- Умберто Д'Оттавио
- Давид Эрмини
- Марилена Фаббри
- Луиджи Фамильетти
- Эдоардо Фануччи
- Давиде Фараоне
- Джанни Фарина
- Марко Феди
- Донателла Ферранти
- Алан Феррари
- Андреа Ферро
- Эмануэле Фьяно
- Массимо Фьорио
- Джузеппе Фьорони
- Чинция Мария Фонтана
- Филиппо Фоссати
- Джан Марио Фрагомели
- Дарио Франческини
- Марья Кьяра Гадда
- Джампаоло Галли
- Гвидо Гальперти
- Паоло Гандольфи
- Франческо Саверио Гарофани
- Даниэла Матильде Мария Гаспарини
- Федерико Джелли
- Паоло Джентилони Сильвери
- Мануэла Гиццони
- Роберто Джакетти
- Анна Гьякоббе
- Федерико Джинато
- Дарио Джинефра
- Томмазо Джинобле
- Андреа Джорджис
- Фабриция Джулиани
- Джампьеро Джульетти
- Мариялуиза Гнекки
- Сандро Гоци
- Мария Гаэтана Греко
- Кьяра Грибаудо
- Джузеппе Гверини
- Лоренцо Гверини
- Мауро Гверра
- Ицхак Йорам Гутгельд
- Мария Яконо
- Тино Яннуцци
- Леонардо Импеньо
- Антонелла Инчерти
- Ванна Иори
- Франческа Ла Марка
- Энцо Латтука
- Фабио Лаваньо
- Джузеппе Лауричелла
- Джованни Леньини
- Доната Ленци
- Марта Леонори
- Энрико Летта
- Джанфранко Либранди
- Эмануэле Лодолини
- Альберто Лозакко
- Лука Лотти
- Мария Анна Мадия
- Патриция Маэстри
- Эрнесто Магорно
- Джанна Мализани
- Симона Мальпецци
- Андреа Манчулли
- Массимилиано Манфреди
- Ирене Манци
- Даниэле Марантелли
- Марко Маркетти
- Майно Марки
- Раффаэлла Марьяни
- Элиза Марьяно
- Сиро Марроку
- Умберто Маррони
- Пьердоменико Мартино
- Давиде Маттьелло
- Алессандро Маццоли
- Фабио Мелилли
- Марко Мелони
- Микеле Помпео Мета
- Марко Микколи
- Дженнаро Мильоре
- Эмилиано Миннуччи
- Анна Маргерита Мьотто
- Антонио Мизьяни
- Федерика Могерини
- Франческо Монако
- Коломба Моньелло
- Даниэле Монтрони
- Алессия Морани
- Роберто Морассут
- Сара Моретто
- Антонино Москатт
- Ромина Мура
- Алессандро Наккарато
- Флавия Пикколи Нарделли
- Мартина Нарди
- Джулия Нардуоло
- Микеле Николетти
- Никодемо Наццраено Оливерио
- Маттео Орфини
- Андреа Орландо
- Альберто Пагани
- Джованни Палладино
- Джованна Палма
- Валентина Парис
- Дарио Паррини
- Эдоардо Патриарка
- Микеле Пелилло
- Виничьо Джузеппе Гвидо Пелуффо
- Катерина Пес
- Эмма Петитти
- Паоло Петрини
- Илеана Катя Пьяццони
- Тереза Пиччоне
- Сальваторе Пикколо
- Наццарено Пилоцци
- Джудитта Пини
- Паола Пинна
- Фабио Порта
- Эрнесто Прециози
- Франческо Прина
- Лиа Квартапелле
- Фаусто Рачити
- Роберто Рампи
- Эрмете Реалаччи
- Франческо Рибаудо
- Маттео Рикетти
- Андреа Ригони
- Мария Грация Рокки
- Джузеппе Романини
- Андреа Романо
- Паоло Росси
- Анна Россомандо
- Алессия Ротта
- Джессика Ростеллато
- Симонетта Рубинато
- Анджело Ругетти
- Джованни Санга
- Лука Сани
- Франческо Санна
- Джованна Санна
- Даниэла Сброллини
- Иван Скальфаротто
- Джан Пьеро Скану
- Кьяра Скувера
- Анджело Сенальди
- Марина Серени
- Камилла Сгамбато
- Алессио Таччони
- Луиджи Таранто
- Мино Тариччо
- Ассунта Тартальоне
- Вероника Тентори
- Алессандра Террози
- Мариетта Тидей
- Ирене Тинальи
- Марио Тулло
- Валерия Валенте
- Симоне Вальянте
- Франко Вацио
- Лаура Вениттелли
- Лилиана Вентричелли
- Вальтер Верини
- Роза Мария Виллеччо Калипари
- Сандра Дзампа
- Алессандро Дзан
- Джорджо Дзанин
- Диего Дзардини

##### Умеренные
- Джакомо Антонио Портас

### Единая демократическая партия—Демократический центр

#### Председатель
- Лоренцо Деллай

#### Секретарь
- Доменико Росси

#### Казначей
- Марио Карузо

#### Члены
- Роберто Капелли
- Марио Катания
- Федерико Фауттилли
- Джан Луиджи Джильи
- Марио Мараццити
- Гаэтано Пьеполи
- Милена Сантерини
- Марио Сберна
- Бруно Табаччи

### Гражданские и инноваторы

#### Председатель
- Джованни Монкьеро

#### Вице-председатель и заместитель
- Антимо Чезаро

#### Вице-председатель
- Бруно Молеа

#### Казначей
- Джанфранко Либранди

#### Члены
- Альберто Бомбассеи
- Илария Капуа
- Иван Каталано
- Стефано Дамбруозо
- Адриана Гальгано
- Андреа Мацциотти ди Чельзо
- Мара Муччи
- Роберта Олиаро
- Паоло Вителли
- Стефано Квинтарелли
- Дино Секко
- Гильельмо Ваккаро

### Гражданский выбор—Либерально-народный альянс—Ассоциативное движение итальянцев за границей

#### Председатель
- Франческо Саверио Романо

#### Казначей
- Джузеппе Галати

#### Члены
- Игнацио Абриньяни
- Эрнесто Аучи
- Марио Боргезе (MAIE)
- Анджело Антонио Д'Агостино
- Лука Д'Алессандро
- Моника Фаэнци
- Марко Марколин
- Рикардо Антонио Мерло (MAIE)
- Массимо Паризи
- Марьяно Рабино
- Джулио Чезаре Соттанелли
- Валентина Веццали
- Энрико Дзанетти

### Итальянские левые—Возможно

#### Председатель
- Джулио Маркон (Итальянские левые)

#### Заместитель председателя
- Серена Пеллегрино (Итальянские левые)

#### Казначей
- Джованни Палья (Итальянские левые)

#### Члены
- Джорджо Аираудо (Итальянские левые)
- Челесте Костантино (Итальянские левые)
- Даниэле Фарина (Итальянские левые)
- Стефано Фассина (Итальянские левые)
- Никола Фратоянни (Итальянские левые)
- Моника Грегори (Итальянские левые)
- Эразмо Палаццотто (Итальянские левые)
- Аннализа Паннарале (Итальянские левые)
- Антонио Плачидо (Итальянские левые)
- Беатриче Бриньоне (Возможно)
- Джузеппе Чивати (Возможно)
- Андреа Маэстри (Возможно)
- Лука Пасторино (Возможно)

### Смешанная фракция

#### Председатель
- Пино Пизиккьо (независимый)

#### Заместители председателя
- Даниэль Альфрайдер (SVP)
- Массимо Артини (Свободная альтернатива)

#### Казначей
- Оресте Пасторелли (PSI)

#### Политические компоненты

##### Идентичность и действия—Союз Центра
- Паола Бинетти
- Рокко Буттильоне
- Анджело Чера
- Джузеппе Де Мита
- Винченцо Пизо
- Эуджения Роччелла

##### Языковые меньшинства
- Ренате Гебхард (SVP)
- Альбрехт Планггер (SVP)
- Манфред Шуллиан (SVP)
- Руди Франко Маргереттаз (Stella Alpina)
- Мауро Оттобре (PATT)

##### Действуй!
- Маттео Брагантини
- Энрико Коста
- Эмануэле Пратавьера

##### Свободная альтернатива
- Марко Бальдассарре
- Элеонора Бекис
- Самуэле Сегони
- Танкреди Турко

##### Направление Италия
- Даниэле Капеццоне
- Джанфранко Джованни Кьярелли
- Никола Чирачи
- Массимо Энрико Корсаро
- Антонио Дистазо
- Бенедетто Франческо Фуччи
- Козимо Латронико
- Роберто Марти
- Сальваторе Матаррезе
- Пьерпаоло Варджу (Сардинские реформаторы)

##### Итальянская социалистическая партия—Итальянская либеральная партия
- Пия Эльда Локателли (PSI)
- Микела Марцано (PLI)

##### Не входящие никуда
- Маурицио Бьянкони
- Лаура Больдрини (председатель Палаты депутатов)
- Франко Бруно
- Рената Буэно
- Джулия Ди Вита
- Алессандро Фурнари
- Кристиан Яннуцци
- Клаудия Маннино
- Микела Марцано
- Эдоардо Нези
- Риккардо Нути
- Мауро Пили
- Арис Продани
- Андреа Веккьо

## Изменения в составе парламента

### Уход и замена депутатов
- 15 марта 2013: ушёл Маттео Сальвини, пришёл Марко Рондини.
- 9 апреля 2013: ушёл Роберто Кота, пришёл Стефано Аллазия.
- 16 апреля 2013: ушёл Массимилиано Смерильо, пришёл Филиберто Дзаратти.